# Wouterus Verschuur

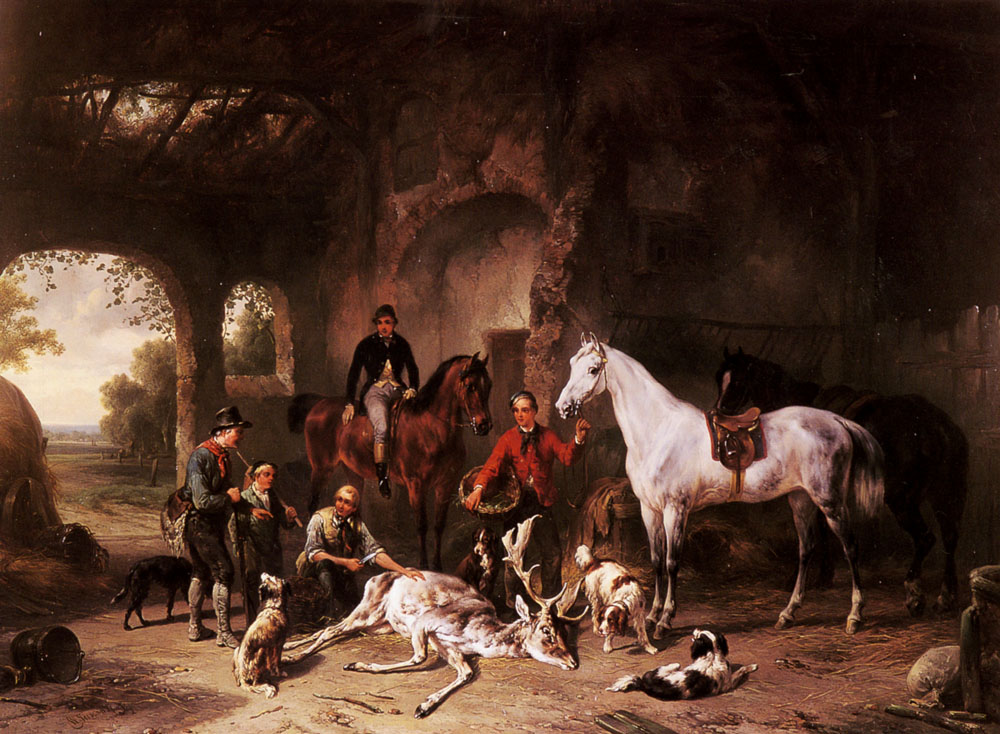
Powrót z polowania

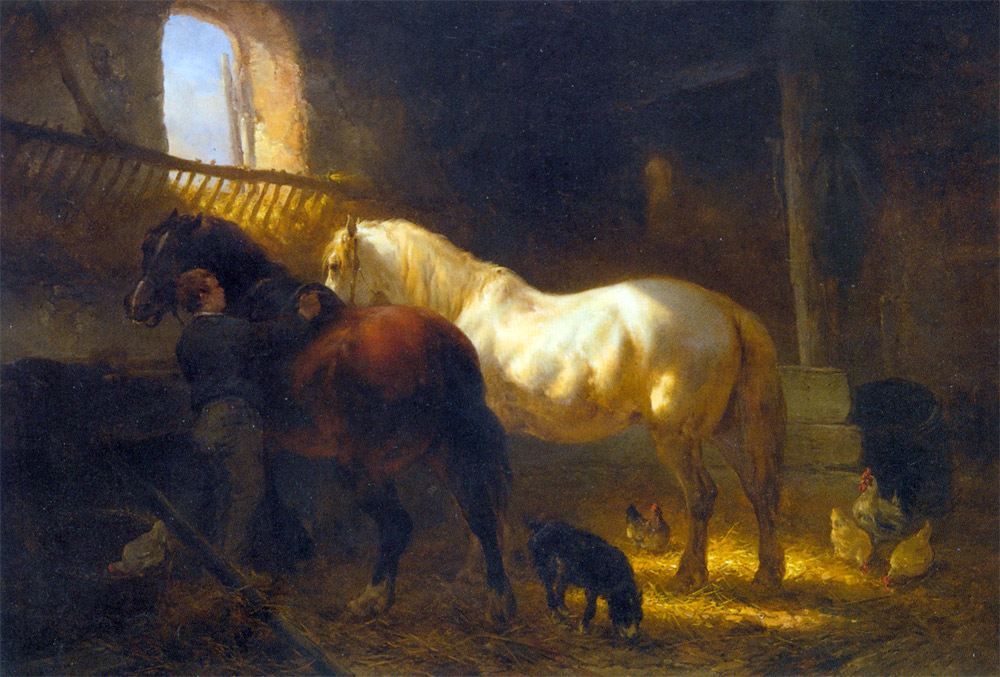
Konie w stajni

Wouterus Verschuur (ur. 11 czerwca 1812 w Amsterdamie, zm. 4 lipca 1874 w Vorden – holenderski malarz, grafik i litograf.

## Życiorys
Urodził się w rodzinie amsterdamskiego jubilera, jego nauczycielami byli Pieter Gerardus van Os i Cornelis Steffelaar (1797-1861). 
Wcześnie zaczął osiągać sukcesy m.in. w latach 1830-31 zdobył złote medale stowarzyszenia artystycznego Felix Meritis w Amsterdamie. W 1833 został mianowany członkiem Akademie voor Beeldende Kunsten i Koninklijk Nederlands Instituut w Amsterdamie, a 1839 przyjęto go do stowarzyszenia Arti et Amicitiae. 
Artysta pracował w Amsterdamie w latach 1846-1857 i 1869-1874, mieszkał także w Hadze, Doorn (1842), Brukseli (1867) i Haarlemie (1858-68). 
Największe zbiory prac malarza posiadają muzea i galerie holenderskie, m.in. Amsterdams Historisch Museum, Rijksmuseum, Museum Boijmans van Beuningen w Rotterdamie i Stedelijk Museum Zutphen w Zutphen.
Wouterus Verschuur znany jest przede wszystkim z przedstawień koni i scen jeździeckich, malował też portrety. Był zafascynowany twórczością starych mistrzów holenderskich, szczególnie Philipsa Wouwermana. Wystawiał systematycznie w latach 1828-1872 w Amsterdamie, Leuwarden i Hadze. Jego uczniem był malarz Anton Mauve.